# پیکرد (دهانه)
پیکرد یک دهانه برخوردی در ماه‌ است.

## دهانه‌های اقماری
این دهانه ۶ دهانه اقماری دارد.
| Picard | عرض جغرافیایی | طول جغرافیایی | قطر          |
| ------ | ------------- | ------------- | ------------ |
| K      | ۹.۷° N        | ۵۴.۵° E       | ۸.۰ کیلومتر  |
| M      | ۱۰.۳° N       | ۵۴.۰° E       | ۹.۰ کیلومتر  |
| L      | ۱۰.۳° N       | ۵۴.۳° E       | ۸.۰ کیلومتر  |
| N      | ۱۰.۵° N       | ۵۳.۶° E       | ۲۰.۰ کیلومتر |
| P      | ۸.۹° N        | ۵۳.۷° E       | ۷.۰ کیلومتر  |
| Y      | ۱۳.۲° N       | ۶۰.۱° E       | ۶.۰ کیلومتر  |